# Episodi di Be Cool, Scooby-Doo! (prima stagione)
La prima stagione della serie animata Be Cool, Scooby-Doo! va in onda negli Stati Uniti d'America dal 5 ottobre 2015 sul canale statunitense Cartoon Network e in anteprima mondiale il 4 ottobre nel Regno Unito su Boomerang.
In Italia la serie viene trasmessa in anteprima il 31 ottobre e 1º novembre 2015 sul canale satellitare Boomerang e per intero dal 2 novembre. Successivamente sono stati trasmessi i primi 2 episodi in anteprima sul canale 40 del digitale terrestre Boing l'11 marzo 2016 all'interno del SDB Da Paura, per poi trasmettere regolarmente gli episodi dal 13 giugno 2016.
| Nº USA | Nº Ita | Titolo                      | Titolo originale                                            | Prima TV Originale                             | Prima TV Italia  |
| ------ | ------ | --------------------------- | ----------------------------------------------------------- | ---------------------------------------------- | ---------------- |
| 1      | 1      | L'università di Kingston    | Mystery 101                                                 | 5 ottobre 2015                                 | 31 ottobre 2015  |
| 2      | 3      | L'amico in pericolo         | Game Of Chicken                                             | 6 ottobre 2015                                 | 1 novembre 2015  |
| 3      | 6      | Tutte le zampe sul ponte    | All Paws On Deck!                                           | 7 ottobre 2015                                 | 4 novembre 2015  |
| 4      | 4      | Gargoyle all'attacco        | Poodle Justice                                              | 8 ottobre 2015                                 | 1 novembre 2015  |
| 5      | 11     | Il fantasma del baseball    | Grand Scam                                                  | 9 ottobre 2015                                 | 9 novembre 2015  |
| 6      | 12     | Una notte al museo egizio   | Trading Chases                                              | 12 ottobre 2015                                | 13 novembre 2015 |
| 7      | 5      | Silenzio, Scooby-Doo        | Be Quiet Scooby-Doo!                                        | 15 ottobre 2015                                | 4 novembre 2015  |
| 8      | 2      | Il Conte senza testa        | Party Like It's 1899                                        | 19 ottobre 2015                                | 31 ottobre 2015  |
| 9      | 7      | Mistero Rock'n'Roll         | Screama Donna                                               | 20 ottobre 2015                                | 5 novembre 2015  |
| 10     | 9      | In cucina con lo yeti       | Kitchen Frightmare                                          | 21 ottobre 2015                                | 6 novembre 2015  |
| 11     | 13     | Amica tecnologia            | Me, Myself And A.I.                                         | 22 ottobre 2015                                | 4 luglio 2016    |
| 12     | 10     | Alieni nel deserto          | Area 51 Adjacent                                            | 23 ottobre 2015                                | 9 novembre 2015  |
| 13     | 15     | Due fantasmi per un'eredità | Where There's A Will There's A Wraith                       | 30 ottobre 2015                                | 6 luglio 2016    |
| 14     | 19     | Un Natale da paura          | Scary Christmas                                             | 10 dicembre 2015                               | 10 luglio 2016   |
| 15     | 8      | Lo spettro della cripta     | If You Can't Scooby-Doo The Time, Don't Scooby-Doo The Time | 27 ottobre 2015 6 febbraio 2016                | 5 novembre 2015  |
| 16     | 14     | Gremlin sull'aereo          | Gremlin on a Plane                                          | 13 febbraio 2016                               | 5 luglio 2016    |
| 17     | 16     | Tutta colpa dei burattini   | Sorcerer Snack Scare                                        | 20 febbraio 2016                               | 7 luglio 2016    |
| 18     | 17     | Il mostro della palude      | Saga of the Swamp Beast                                     | 27 febbraio 2016                               | 8 luglio 2016    |
| 19     | 18     | Mistero sulla neve          | Be Cold, Scooby-Doo!                                        | 5 marzo 2016                                   | 9 luglio 2016    |
| 20     | 20     | Problemi giganti            | Giant Problems                                              | 12 marzo 2016                                  | 3 ottobre 2016   |
| 21     | 21     | Il mistero della fattoria   | Eating Crow                                                 | 19 marzo 2016                                  | 4 ottobre 2016   |
| 22     | 22     | La sposa fantasma           | I Scooby Dooby Do                                           | 23 marzo 2016 26 marzo 2016                    | 5 ottobre 2016   |
| 23     | 23     | Il giorno dei defunti       | El Bandito                                                  | 24 marzo 2016 2 aprile 2016                    | 6 ottobre 2016   |
| 24     | 24     | Il clown svitato            | Into The Mouth Of Madcap                                    | 25 marzo 2016 25 maggio 2016 17 settembre 2016 | 7 ottobre 2016   |
| 25     | 25     | Campeggio con i vichinghi   | Norse Case Scenario                                         | 26 marzo 2016 26 maggio 2016 18 settembre 2016 | 28 ottobre 2016  |
| 26     | 26     | Il processo contro Fred     | The People vs. Fred Jones                                   | 27 marzo 2016 27 maggio 2016 24 settembre 2016 | 29 ottobre 2016  |

## L'Università di Kingston
Nel campus dell'Università di Kingston, dove vuole andare Velma, si aggira il fantasma del creatore Elias Kingston, che terrorizza tutte le aspiranti matricole. 
- Mostro: Fantasma di Elias Kingston
- Curiosità: il fantasma di Elias Kingston è stato già affrontato dalla gang nel sesto episodio della prima serie del 1969 (Che Stregoneria È Questa?), l'episodio è infatti considerato da Zac Moncrief, produttore della serie, una rivisitazione dello stesso.

## Il Conte senza testa
I genitori di Daphne organizzano una Cena con Mostro a casa loro. Il gioco si rivela più interessante del previsto per Scooby Doo e i suoi amici: appare un Conte senza Testa che 
rapisce sul serio le persone
- Mostro: Conte Senza Testa

## L'amico in pericolo
Chuck, il migliore amico di Fred, è in pericolo: viene attaccato da un guerriero mentre cerca un tesoro nascosto nelle Grotte Zatari. La gang si precipita a salvarlo.
- Mostro: Guerriero Zatari

## Gargoyle all'attacco
Un gargoyle minaccia le riprese della serie TV preferita di Scooby, "La Barboncina Giustiziera". Scooby deve farsi coraggio e sconfiggere il mostro se vuole conquistare la barboncina.
- Mostro: Gargoyle

## Silenzio, Scooby-Doo
Scooby e la gang devono catturare un mostro restando completamente in silenzio. In effetti potrebbe essere la missione più difficile di sempre.
- Mostro: orco dei cristalli

## Tutte le zampe sul ponte
Scooby e i suoi amici si lasciano alle spalle mostri e misteri e vanno in vacanza sulla nave del cugino di Fred. Ma non avevano calcolato che esistono anche i mostri marini. 
- Mostro: Mostri marini

## Mistero Rock'n'Roll
La Mystery Inc. è alle prese con un mistero a ritmo di rock'n'roll, il fantasma di una cantante lirica che infesta un teatro che rischia di essere chiuso per sempre.
- Mostro: Fantasma di Prima Donna

## Lo spettro della cripta
Lo spettro di Stan Manolesta infesta la sua prigione ormai in disuso. Gli amici si offrono di aiutare il direttore per venire a capo di questo mistero, che riserva un'interessante sorpresa.
- Mostro: Fantasma Di Stan Manolesta

## Una notte al museo egizio
Fred offre a Jeff, la guida del museo, la possibilità di fare da leader alla gang per risolvere il mistero del coccodrillo egiziano che spaventa le guardie durante la notte, mentre lui fa da guida ad un gruppo di ragazzini.
- Mostro: Fantasma di Sobek

## In cucina con lo yeti
Un vecchio amico della gang ha aperto un ristorante, ma le visite indesiderate di uno yeti rischiano di farlo fallire. Per fortuna Scooby e i suoi sono sul posto, armati di coraggio e appetito.
- Mostro: Yeti

## Alieni nel deserto
Dopo mostri, streghe, fantasmi e gargoyle non potevano certo mancare gli alieni: la gang di Scooby si trova per caso nei pressi della segretissima Area 51 e finisce nel mirino dell'esercito, che li cattura e porta in un'area ancora più segreta, l'area 53.
- Mostro: Alieno

## Il fantasma del baseball
Dopo tanti misteri risolti, Shaggy non vede l'ora di godersi in santa pace una partita del suo amato baseball. Ma persino nello stadio si aggirano fantasmi pronti a guastargli il divertimento; questa volta quello dell'icona della squadra Chip Braverton.
- Mostro: Fantasma di Chip Braverton

## Amica tecnologia
Fred e i suoi amici sono in visita alla Mannputer Tech, la più grande azienda di tecnologie computerizzate, ma c'è un problema: il robot Maggiordomo 3000 è inspiegabilmente fuori controllo
- Mostro: Maggiordomo 3000

## Gremlin sull'aereo
La gang è invitata da Big Earl per collaudare l'Air Gigantica, l'aereo più grande e ricco al mondo. Durante il viaggio sono assaliti da un Gremlin.
- Mostro: Gremlin

## Due fantasmi per un'eredità
Scooby Doo è citato nel testamento del Colonnello William Lutz, l'inventore dei bastoncini di carne secca, per avergli salvato la vita. Due spettri verdi cercano però di spaventare gli ospiti.
- Mostro: Fantasma

## Tutta colpa dei burattini
Nella fabbrica dei Mago Snack si aggira un vero stregone che ha fatto scappare gli operai a gambe levate. 
- Mostro: Stregone

## Il mostro della palude
La gang si reca a New Orleans al ristorante di Pierre Bayou per assaggiare il peperoncino di fuoco, ma una volta arrivati lì scoprono l'esistenza del mostro della palude. Daphne intanto si veste da vampiro.
- Mostro: Mostro della palude

## Mistero sulla neve
Shaggy va sulla neve per la prima volta, e spera tanto in una vacanza tranquilla. Invece, lui e la gang dovranno fare i conti con un mostro di neve animato che spaventa i turisti.
- Mostro: Pupazzo di neve

## Un Natale da paura
La gang si reca a Rockwellville per festeggiare il Natale, ma trovano la città assediata da uno pterodattilo. Daphne intanto rivela di fare il compleanno e per questo odia il Natale, che lo trascura.
- Mostro: Pterodattilo

## Problemi giganti
La gang va in Irlanda perché Daphne ha ereditato un castello. Il villaggio sembra però essere assediato da un gigante.
- Mostro: Gigante

## Il mistero della fattoria
Mentre Velma ha una strana allergia, che si rivelerà esser causata dal fieno e da un altro materiale, la gang deve risolvere un mistero: un campo di mais infestato da uno spaventapasseri vivente, occasione in cui Fred cercherà di mostrare il suo coraggio alla campagnola Beth.
- Mostro: Spaventapasseri

## La sposa fantasma
La gang ha a che fare con un altro mistero: l'attacco di una sposa fantasma orribile durante i preparativi per le nozze degli amici Nate e Kimmy.
- Mostro: Sposa fantasma

## Il giorno dei defunti
La gang giunge in una città messicana per il Dia de Los Muertos e si troverà un'altra volta a risolvere un mistero, quello del fantasma El Bandito, di cui Fred sa tutto.
- Mostro: El Bandito

## Il clown svitato
La gang e il nipotino di Daphne, Wayne, vanno in un parco divertimenti ormai in rovina e infestato da un clown svitato, mentre Velma vuole superare la fobia dei clown.
- Mostro: clown svitato

## Campeggio con i vichinghi
La gang investiga su un attacco di tre fantasmi vichinghi in un bosco dove sono andati a fare campeggio e dove Daphne vuole diventare guardaparco.
- Mostro: fantasmi vichinghi

## Il processo contro Fred
Fred si trova ad un processo in tribunale e viene accusato; inizia così un flashback in cui la gang investiga in una città abbandonata a causa di un incidente negli anni '50 provocato da un'industria chimica, mentre Daphne cerca di diventare avvocato tramite un videogame.
- Mostro: Mutante tossico